# Jordan Belfort
 (mars 2021).
Si vous disposez d'ouvrages ou d'articles de référence ou si vous connaissez des sites web de qualité traitant du thème abordé ici, merci de compléter l'article en donnant les références utiles à sa vérifiabilité et en les liant à la section « Notes et références ».
Pour les articles homonymes, voir Belfort (homonymie).
Jordan Belfort, né le 9 juillet 1962, est un ancien courtier américain qui s'est reconverti en tant que conférencier et motivateur. À 26 ans, il fonde avec Danny Porush (en) une entreprise de courtage, Stratton Oakmont. Il passe 22 mois en prison pour détournement de fonds, introductions en bourse illégales et  blanchiment d'argent à la fin des années 1990.

## Biographie

### Enfance et études
Jordan Ross Belfort est né dans le Bronx. Il est issu d'une famille modeste juive. Ses parents, Leah et Max Belfort, sont des comptables. Sa mère devient avocate tandis que son père devient directeur financier de Stratton Oakmont. Il grandit à Bayside (Queens). Toute sa vie, il essaie de ressembler aux riches protestants, appelés les « Wasp », qu'il envie particulièrement pour leur richesse.
Adolescent, Jordan Belfort souhaite se faire de l'argent de poche pour pouvoir payer ses études. Il montre alors pour la première fois son potentiel de vendeur. Lors de l'été 1978, particulièrement chaud, il achète une glacière et vend des glaces dans tout New York. Il embauche même quelques amis tant son activité a du succès. À la fin de l'été, il empoche un total de 20 000 dollars. Il se rend alors compte que son destin est voué à la vente.
Celui que la presse appelle « le loup de Wall Street » est diplômé de l’American University en biologie. Brièvement, il intègre le Baltimore College of Dental Surgery dans le but de devenir dentiste. Cependant, il quitte l'école lorsque le doyen de l'école lui dit : « L'âge d'or de la chirurgie dentaire est fini. Si tu es ici seulement pour faire de l'argent, tu n'es pas au bon endroit. ».

### Carrière
Il commence sa carrière de courtier à LF Rothschild à Wall Street en 1987, période marquée par le krach de 1987 et l'introduction des junk bonds, ainsi que des salaires très importants dans le domaine de la finance.
Dans les années 1990, il fonde Stratton Oakmont Inc., une société de courtage financier aux pratiques douteuses qui œuvre dans le secteur des « penny stock », c'est-à-dire des actions d'entreprises cotées qui ne valent presque rien. Il spécule de manière artificielle pour faire monter les cours et faire croire aux investisseurs qu'ils ont fait une bonne affaire. Au fur et à mesure que ses affaires deviennent florissantes, il développe un style de vie flamboyant et tape-à-l'œil. Il explique dans son livre que son train de vie et ses dépenses faramineuses encourageaient ses courtiers à l'imiter, et donc à travailler encore plus. Il dit : « ils [à propos de ses courtiers] arrivaient à gagner 1 million de dollars par an et à être ruinés à la fin de l'année », « les 1 000 premiers courtiers qu'on a recrutés sont tous devenus millionnaires jusqu'au dernier ». Par ailleurs, il devient dépendant à la cocaïne et à la méthaqualone,,. À son apogée, Stratton Oakmont Inc. emploie 1 000 courtiers et gère pour un milliard de dollars d'actifs.

### Condamnation et restitution
Belfort est accusé en 1998 de délit d'initié et de blanchiment d'argent. Après avoir coopéré avec le FBI, il effectue 22 mois dans une prison fédérale pour délit de fausse information ayant entraîné une perte avoisinant les 200 millions $ pour ses investisseurs. Belfort est condamné à restituer 110,4 millions $ aux investisseurs qu'il a escroqués.
Selon les procureurs fédéraux, Belfort a échoué à respecter l'accord de remboursement des victimes établi en 2003. L'accord stipulait que 50 % de ses revenus devaient servir à indemniser les 1 513 clients qu'il a floués. Sur les 11,6 millions $ que les victimes de Belfort ont pu percevoir, 10,4 millions $ proviennent de la vente de ses biens personnels. En octobre 2013, les procureurs fédéraux lancent donc une procédure lorsqu'ils s'aperçoivent qu'il n'a restitué que 243 000 $ sur les quatre années précédentes, alors que depuis 2007, il a perçu un revenu de 1 767 303 $ provenant de la publication de ses deux livres et de l'adaptation au cinéma de l'un d'eux. Par ailleurs, il a perçu 30 000 $ de l'heure par élève pour des formations d'une semaine comme animateur lors de congrès de motivation.

### Vie personnelle
Il rachète le yacht de 50 m Nadine (rebaptisé Naomi dans le film Le Loup de Wall Street), construit en 1961 à l'origine pour Coco Chanel, et qui coule pendant une tempête en juin 1996 au large de la côte est de la Sardaigne. Les hommes-grenouilles italiens du COMSUBIN sauvent tout le monde à bord du navire, qui fit naufrage après que les vagues eurent brisé la trappe de pont avant. 
Belfort explique que, complètement drogué à la cocaïne, il avait insisté pour prendre la mer contre l'avis de son capitaine qui craignait les vents violents et les risques de tempête,,.
En 2008, Belfort s'installe avec sa nouvelle conjointe, Anne Koppe. Belfort considère Bowen, le fils d'Anne, comme son propre fils. La relation de Belfort et Anne Koppe se termine en novembre 2019, date à laquelle Belfort se met en couple avec la mannequin Cristina Invernizzi.

### L'après Stratton Oakmont
Propulsé sur le devant de la scène en raison du succès du film de Martin Scorsese inspiré de sa vie, Jordan Belfort joue de cette notoriété pour revenir aux affaires. Il écrit un livre en 2009, Catching the Wolf of Wall Street, et un ouvrage sur les techniques de vente, Way of the Wolf, en 2017.
En janvier 2020, il attaque la société de production du film Le Loup de Wall Street et réclame 300 millions de dollars, estimant avoir été victime d'une arnaque montée par les producteurs.
En août 2020, il s'associe à la société de formation de traders RagingBull pour former la nouvelle génération de financiers.
En 2007 Il vivait toujours à Los Angeles.

## Adaptation
Son livre The Wolf of Wall Street (2007) a été adapté au cinéma par Martin Scorsese,. Le film, intitulé Le Loup de Wall Street en français, sort le 25 décembre 2013. Belfort est également l'auteur d'une suite, Catching the Wolf of Wall Street.

## Publications
Autobiographies
- The Wolf of Wall Street (Bantam, 2007)  (ISBN 978-0553805468)[14] ; trad. fr. Le Loup de Wall Street, Le Livre de poche, 768 p., 2011  (ISBN 978-2253129042)
- Catching the Wolf of Wall Street: More Incredible True Stories of Fortunes, Schemes, Parties, and Prison (Bantam, 2009)  (ISBN 978-0553807042)[15] ; trad. fr. Gaëtan Mouret, La Traque du loup de Wall Street, Le Cherche midi, 621 p., 2022  (ISBN 978-2749171944)

Développement Personnel
- Way of the Wolf: Become a Master Closer with Straight Line Selling (2017)  (ISBN 9781501164286) ; trad. fr. Vendre : Les Secrets de ma méthode, Talent Éditions, 304 p., 2019  (ISBN 978-2378150945)